# Dagmawi Yimer
Dagmawi Yimer (Addis Abeba, 6 dicembre 1977) è un regista etiope di documentari, dal 2006 residente in Italia come rifugiato.

## Biografia
Cresce nella kabalè numero 12 di Kirkos, quartiere tra i più poveri di Addis Abeba. Dopo aver frequentato giurisprudenza nella capitale etiope, nel 2005 parte per l'Italia senza avvisare il padre ma solo la madre e la sorella, entrambe emigrate a Washington. Il suo viaggio da Kirkos a Lampedusa si rivelerà drammatico e verrà raccontato nel documentario Come un uomo sulla terra. Dal 30 luglio 2006, giorno dello sbarco a Lampedusa, vive in Italia grazie alla protezione umanitaria della Repubblica Italiana.
Dopo aver partecipato, tra maggio e luglio 2007, al corso di video-narrazione dell'associazione Asinitas, è coautore, insieme ad altri migranti, del suo primo documentario, Il deserto e il mare, nato dall'idea di raccogliere e archiviare le memorie del migrante, in collaborazione con Asinitas, Zalab e Aamod.
Si occupa di mediazione linguistica e culturale per l'associazione Asinitas Onlus, all'interno della stessa scuola di italiano per richiedenti asilo, rifugiati e migranti.
Durante gli anni  2007 e 2008 realizza alcuni cortometraggi: Lo scarabocchio, Le sagome, Caravan e assieme a Marco Carsetti realizza Benvenuto a casa tua, sulle attività della scuola Asinitas.
È coautore, con Andrea Segre di Come un uomo sulla terra, un documentario sulla migrazione dalla Libia verso l'Europa, prodotto da Asinitas Onlus, con la collaborazione di Zalab, per il quale ha ricevuto una Menzione speciale al Bif&st 2009.
Dal 2010 collabora con l'Archivio delle memorie migranti, associazione di cui è vicepresidente,, che promuove forme di autonarrazione da parte di persone di origine migrante.

## Opere
Soltanto il mare
Nel 2011 ha realizzato Soltanto il mare, un atto d'amore nei confronti di Lampedusa, l'isola che lo ha accolto.
Il documentario ha come protagonisti i lampedusani e le loro vite sull'isola; il rapporto con la loro condizione da isolani spersi nel Mediterraneo in bilico tra due continenti e a contatto con la pressione e le rotte migratorie dalle coste nordafricane.
Va' Pensiero. Storie ambulanti
Nel 2013 ha realizzato Va' Pensiero, storie ambulanti, il racconto incrociato di due aggressioni razziste a Milano e Firenze,  e della complicata ricomposizione dei frammenti di vita dei sopravvissuti. Le storie dei tre protagonisti s'incrociano nel racconto delle loro drammatiche esperienze di vita e, malgrado tutto, le loro speranze di continuare a vivere in Italia, con la continua paura e incertezza di 
incrociare uno sguardo o un gesto che li riporti al momento dell'aggressione.

## Filmografia

### Documentari
- Il deserto e il mare, co-regia con Sintayehu Eshetu, Solomon Moges, Menghistu Andechal, Adam Awad (2007).
- Lo scarabocchio - cortometraggio (2008)
- Le sagome - cortometraggio (2008)
- Caravan - cortometraggio (2008)
- Benvenuto a casa tua, co-regia con Marco Carsetti - cortometraggio (2008)
- Come un uomo sulla terra (2008)
- C.A.R.A. Italia (2010)
- Soltanto il mare, co-regia con Fabrizio Barraco e Giulio Cederna (2011)
- Una relazione, episodio del film Benvenuti in Italia (2012)
- Va' pensiero - Storie ambulanti (2013)
- Asmat - cortometraggio (2014)
- Giocherenda, co-regia con Letizia Gullo - cortometraggio (2019)